# Municipio de San Cristóbal Amoltepec
El municipio de San Cristóbal Amoltepec (Amoltepec en náhuatl, 'cerro de los amoles', Yuku Nama en mixteco, 'en el cerro de los jabones o amoles'), es uno de los 570 municipios del estado de Oaxaca, perteneciente al distrito de Tlaxiaco, región mixteca. Su cabecera es la localidad de San Cristóbal Amoltepec.
El municipio, situado en las estribaciones de la Sierra Madre Oriental y con un clima bastante frío, cuenta con poco más de 1000 habitantes dedicados especialmente a la agricultura y de etnia mixteca.